# Jonas Gertges
Jonas Gertges (* 4. Dezember 1997 in Minden) ist ein deutscher Handballspieler. Er spielt auf der Linksaußen-Position und steht beim Zweitligisten TuS Vinnhorst unter Vertrag.

## Karriere
Gertges begann 2004 in seiner Geburtsstadt bei GWD Minden mit dem Handballspielen und durchlief die komplette Jugend. Nach einem Wadenbeinbruch im September 2015, erreichte er am Ende der Saison 2015/16 das Halbfinale um die Deutsche A-Jugend-Meisterschaft, wo man dem späteren Meister SC DHfK Leipzig unterlag. Danach spielte er drei Jahre für die zweite Mannschaft in der 3. Liga. In dieser Zeit erzielte er insgesamt 389 Tore. Sporadisch kam er in dieser Zeit auch in der Bundesliga-Mannschaft zum Einsatz. So stand er am 2. November 2017 im Heimspiel gegen den VfL Gummersbach erstmals im Bundesliga-Kader. Seinen ersten Einsatz hatte er gegen denselben Gegner am 2. Dezember 2018, wo er auch sein erstes Bundesligator erzielte. Nach 15 Jahren verließ er GWD Minden und läuft seit der Saison 2019/20 in der 2. Bundesliga für den Handball Sport Verein Hamburg auf. Mit dem Handball Sport Verein Hamburg stieg er 2021 in die Bundesliga auf. Im Sommer 2022 verließ er den Verein. Nachdem Gertges anschließend vertragslos war, wurde er im Dezember 2022 vom Drittligisten TuS Vinnhorst verpflichtet. Mit Vinnhorst stieg er 2023 in die 2. Bundesliga auf.

## Privates
Gertges hat 2019 eine Berufsausbildung zum Immobilienkaufmann abgeschlossen.